# La falena
La falena er en italiensk stumfilm fra 1916 af Carmine Gallone.

## Medvirkende
- Lyda Borelli som Thea di Marlievo.
- Andrea Habay som Filippo.
- Francesco Cacace som Lignères.
- Giulia Cassini-Rizzotto som Maria.
- Nella Montagna.